# Оахака-де-Хуарес
17°05′ пн. ш. 96°45′ зх. д. / 17.083° пн. ш. 96.750° зх. д.
Оахака-де-Хуарес (ісп. Oaxaca de Juárez) або просто Оахака — столиця та найбільше місто мексиканського штату Оахака.
Місто лежить у горах Сьєрра-Мадре-дель-Сур, у південній частині Мексики, приблизно в географічному центрі штату на висоті близько 1555 м. Ця територія відома як одна з трьох «Центральних долин» (Valles Centrales), та оточена сосновими та дубовими лісами.
За переписом населення 2005 року в ньому проживало 407 тис. мешканців. Населення агломерації перевищує 500 тис. Площа власне муніципалітету Оахака становить 85,48 квадратних кілометрів. Неподалік від міста знаходиться археологічний пам'ятник Монте-Албан, що разом із центром міста Оахака входить до списку Світової спадщини ЮНЕСКО.

## Відомі люди
- Порфіріо Діас (1830—1915) — мексиканський герой війни і президент Мексики.
- Лупіта Товар (1910—2016) — мексиканська акторка.